# Palaeoagraecia philippina
Palaeoagraecia philippina är en insektsart som först beskrevs av Heinrich Hugo Karny 1926.  Palaeoagraecia philippina ingår i släktet Palaeoagraecia och familjen vårtbitare. Inga underarter finns listade i Catalogue of Life.